# Вікторовський Євген Євгенович
Євген Євгенович Вікторовський (9 жовтня 1926, Київ — 19 грудня 1956) — математик, доктор фізико-математичних наук.

## Біографія
Народився 9 жовтня 1926 року в Києві в родині учителя історії Євгена Вікторовського і Надії Юліусівни Крістер (дочки відомого київського садівника Юліуса Крістера). Маленький Євген — «вундеркінд», з 1-го класу переходить у 4-ий. У роки радянсько-німецької війни хлопця було примусово вивезено на роботу до Німеччини, де працював на фабриках міст Хемніца, Галле й Бранденбурга. У 1945–1948 роках працював в Радянській Військовій адміністрації (Саксонія) статистиком, перекладачем (встиг оволодіти німецькою, французькою, англійською, польською, іспанською, румунською мовами).
Повернувшись до Києва в 1949 році екстерном закінчує 1-шу вечірню школу робітничої молоді і вступає до Київського педінституту на фізико-математичний факультет, який блискуче закінчує у 1952 році. Професор Є. Я. Ремез помітив незвичайні математичні здібності першокурсника і за його рекомендацією Євгена переводять на 3-й курс. Він підкреслював, що

«Є. Вікторовський ще на студентській лаві оригінальним методом вперше розв'язав низку складних математичних питань, пов'язаних з розширенням алгоритму Чаплигіна-Перрона на задачу великого теоретико-функціонального значення розв'язків диференційних рівнянь при найзагальніших умовах Каратеодорі».

Студент Є. Вікторовський одержує і перші нагороди від МВО СРСР та інші. Його рекомендують до аспірантури при кафедрі математичного аналізу педінституту, проте випускника Є. Вікторовського посилають у село Черкаське (на Донеччині) учителем математики. І тут він працює із запалом, веде математичний гурток для учнів тощо.
У 1953 році великими зусиллями професор В. Зморович витяг Є. Вікторовського з «глибинки» і запросив на роботу до Київського політехнічного інституту асистентом кафедри вищої математики.
Із студентами Є .Вікторовський працював із захопленням, виявляв значний педагогічний хист, надзвичайну працьовитість. Студенти любили його за яскравий, нестандартний талант, особливо-витончену винахідливість у розв'язанні складних задач, любов до математики.
Помер 19 грудня 1956 року від саркоми. Похований в Києві на Лук'янівському цвинтарі (ділянка № 21, рід 11, місце 34). На могилі — хрест з чорного граніту, керамічне фото.

## Наукова діяльність
Головним об'єктом його досліджень були системи диференціальних рівнянь з розривними, з необмеженими нелінійностями, топологічні та метричні властивості множини узагальнених кривих. Він запропонував новий ефективний конструктивний метод побудови розв'язків, екстремальних у певному сенсі, фактично заклавши перші вагомі цеглини у фундамент теорії оптимального керування, якої на той час ще не існувало. Деякі з його наукових результатів стосуються і нелінійних інтегральних та диференціальних рівнянь з частинними похідними. Короткий огляд наукових здобутків Євгена Вікторовського викладено в книзі «Математика в СССР за сорок лет (1917–1954)», т. 1.
Друкувався у найавторитетніших наукових журналах того часу:
- «Доклады АН СССР»;
- «Математический сборник»;
- «Известия вузов. Математика»;
- «Известия КПИ».

У 1956 році Є. Вікторовський захищає кандидатську дисертацію «Интегральные кривые разрывного поля направлений». За цю роботу Спеціалізована вчена рада радіотехнічного факультету КПІ одностайно присудила йому науковий ступінь доктора фізико-математичних наук (офіційні опоненти — такі авторитетні науковці-математики, як професори О. С. Смогоржевський, Ю. М. Березанський).
Є. Вікторовський встановив розв'язки математичних проблем, над якими безуспішно «билися» відомі вчені — Каратеодорі, Маршо, Заремба, Кнезер, Фукухара та інші. Запроваджені ним поля конусів напрямків виявилися ефективними на паратінгенціях, відкриваючи дорогу для перспективного подальшого розвитку цих проблем.
Опубліковані праці Є. Вікторовського (їх 6) становлять нові вагомі сторінки в якісній теорії диференціальних рівнянь, але написані лаконічно, стисло, концентровано.